# Søllerød Gold Diggers 2017
Questa voce raccoglie le informazioni riguardanti i Søllerød Gold Diggers nelle competizioni ufficiali della stagione 2017.

## Prima squadra

### Nationalligaen 2017

#### Stagione regolare
| Nærum 9 aprile 2017, ore 14:00 1ª giornata | Søllerød Gold Diggers | 30 – 26 referto | Copenhagen Towers | Rundforbi Stadion |

| Herlev 30 aprile 2017, ore 14:00 3ª giornata | Herlev Rebels | 14 – 53 referto | Søllerød Gold Diggers | Kildegårdsskolen |

| Viby J 14 maggio 2017, ore 14:00 5ª giornata | Aarhus Tigers | 17 – 40 referto | Søllerød Gold Diggers | Bøgeskov Idrætsanlæg |

| Nærum 27 maggio 2017, ore 16:00 7ª giornata | Søllerød Gold Diggers | 34 – 0 referto | Triangle Razorbacks | Rundforbi Stadion |

| Nærum 3 giugno 2017, ore 14:00 8ª giornata | Søllerød Gold Diggers | 41 – 0 referto | AaB 89ers | Rundforbi Stadion |

| Nærum 17 giugno 2017, ore 14:00 10ª giornata | Søllerød Gold Diggers | 14 – 7 referto | Aarhus Tigers | Rundforbi Stadion |

| Vejle 24 giugno 2017, ore 20:00 11ª giornata | Triangle Razorbacks | 15 – 41 referto | Søllerød Gold Diggers | Vejle Stadion |

| Nærum 20 agosto 2017, ore 16:00 12ª giornata | Søllerød Gold Diggers | 41 – 6 referto | Copenhagen Tomahawks | Rundforbi Stadion |

| 25 agosto 2017, ore 19:00 13ª giornata | Copenhagen Towers | 48 – 18 | Søllerød Gold Diggers |  |

| 9 settembre 2017, ore 16:00 15ª giornata | Amager Demons | 6 – 48 | Søllerød Gold Diggers |  |

#### Playoff
| Nærum 24 settembre 2017, ore 15:30 Semifinale | Søllerød Gold Diggers | 17 – 15 referto | Triangle Razorbacks | Rundforbi Stadion |

| Slagelse 7 ottobre 2017, ore 16:00 Mermaid Bowl | Copenhagen Towers | 20 – 7 referto | Søllerød Gold Diggers | Harboe Arena Slagelse |

### Statistiche di squadra
| Competizione      | %Vittorie | In casa | In casa | In casa | In casa | In casa | In casa | In trasferta | In trasferta | In trasferta | In trasferta | In trasferta | In trasferta | Totale | Totale | Totale | Totale | Totale | Totale |
| Competizione      | %Vittorie | G       | V       | N       | P       | Pf      | Ps      | G            | V            | N            | P            | Pf           | Ps           | G      | V      | N      | P      | Pf     | Ps     |
| ----------------- | --------- | ------- | ------- | ------- | ------- | ------- | ------- | ------------ | ------------ | ------------ | ------------ | ------------ | ------------ | ------ | ------ | ------ | ------ | ------ | ------ |
| Stagione regolare | .900      | 5       | 5       | 0       | 0       | 160     | 39      | 5            | 4            | 0            | 1            | 200          | 100          | 10     | 9      | 0      | 1      | 360    | 139    |
| Playoff           | .500      | 1       | 1       | 0       | 0       | 17      | 15      | 1            | 0            | 0            | 1            | 7            | 20           | 2      | 1      | 0      | 1      | 24     | 35     |
| Totale            | .833      | 6       | 6       | 0       | 0       | 177     | 54      | 6            | 4            | 0            | 2            | 207          | 120          | 12     | 10     | 0      | 2      | 384    | 174    |

## Seconda squadra (Under-21)

### 2. division 2017

#### Stagione regolare
| Svendborg 13 aprile 2017, ore 14:00 1ª giornata | Svendborg Admirals | 0 – 0 (a tavolino) referto | Søllerød Gold Diggers U21 | Admirals Field |

| Nærum 6 maggio 2017, ore 14:00 4ª giornata | Søllerød Gold Diggers U21 | 0 – 50 (a tavolino) referto | Sønderborg Sergeants | Rundforbi Stadion |

| Nærum 20 maggio 2017, ore 17:00 6ª giornata | Søllerød Gold Diggers U21 | 0 – 50 (a tavolino) referto | Avedøre Monarchs/ Roskilde Kings | Rundforbi Stadion |

| Slagelse 11 giugno 2017, ore 14:00 9ª giornata | Slagelse Wolfpack | 50 – 0 (a tavolino) referto | Søllerød Gold Diggers U21 | Nordhallen |

| Nærum 25 giugno 2017, ore 14:00 11ª giornata | Søllerød Gold Diggers U21 | 0 – 50 (a tavolino) referto | Køge Marines/ Copenhagen Tomahawks II | Rundforbi Stadion |

| Copenaghen 27 agosto 2017, ore 14:00 13ª giornata | Ørestaden Spartans | 50 – 0 (a tavolino) referto | Søllerød Gold Diggers U21 | Boldfælleden |

| Helsingør 10 settembre 2017, ore 14:00 15ª giornata | Kronborg Knights | 50 – 0 (a tavolino) referto | Søllerød Gold Diggers U21 | Knights Stadion |

### Statistiche di squadra
| Competizione      | %Vittorie | In casa | In casa | In casa | In casa | In casa | In casa | In trasferta | In trasferta | In trasferta | In trasferta | In trasferta | In trasferta | Totale | Totale | Totale | Totale | Totale | Totale |
| Competizione      | %Vittorie | G       | V       | N       | P       | Pf      | Ps      | G            | V            | N            | P            | Pf           | Ps           | G      | V      | N      | P      | Pf     | Ps     |
| ----------------- | --------- | ------- | ------- | ------- | ------- | ------- | ------- | ------------ | ------------ | ------------ | ------------ | ------------ | ------------ | ------ | ------ | ------ | ------ | ------ | ------ |
| Stagione regolare | .000      | 3       | 0       | 0       | 3       | 0       | 150     | 4            | 0            | 1            | 3            | 0            | 150          | 7      | 0      | 1      | 6      | 0      | 300    |
| Totale            | .000      | 3       | 0       | 0       | 3       | 0       | 150     | 4            | 0            | 1            | 3            | 0            | 150          | 7      | 0      | 1      | 6      | 0      | 300    |